# هیتمن (فیلم ۱۹۷۲)
هیتمن (به انگلیسی: Hit Man) یک فیلم جنایی و درام آمریکایی محصول سال ۱۹۷۲ به کارگردانی جورج آرمیتاژبا بازی برنی کیسی، پم گریر و لیزا مور است. این بر اساس رمان ۱۹۷۰ تد لوئیس به نام بازگشت جک به خانه اقتباس شده‌است.
این فیلم تا سال ۱۹۷۳ در آمریکای شمالی توانست حدود۱٫۱۹۰٫۰۰۰ دلار فروش به دست بیاورد. همچنین این فیلم به جزئیات رمان تد لوئیس بیشتر از جت کارتر دنبال می‌کند و با مرگ قهرمان داستان به پایان نمی‌رسد.

## بازیگران
- برنی کیسی در نقش تایرون تاکت
- پم گریر در نقش گوزلدا
- لیزا مور در نقش لورال گارفوت
- بتی والدرون در نقش ایرول وی
- سام لاولز در نقش شروود اپس
- دان دایموند در نقش نانو زیتو[۵]

## داستان
تایرون تاکت (با بازی برنی کیسی) یک قاتل قراردادی برای مراسم خاکسپاری برادرش کرنل به خانه در جنوب کالیفرنیا می‌آید. تایرون با شریک تجاری برادر فقیدش، شروود اپس (سام لاولز) دوست می‌شود و در شهر می‌ماند تا در مورد مرگ برادرش تحقیق کند. او توسط گانگسترها تهدید می‌شود و به او می‌گویند شهر را ترک کند، اما آنها مرد اشتباهی را تهدید کرده‌اند و ...